# Ambroise-François-Xavier Blanchet
Pour les articles homonymes, voir Blanchet.
Ambroise-François-Xavier Blanchet (Laval, 21 novembre 1801 - Laval, 5 janvier 1873) est un homme politique français. Il est chevalier de la Légion d'honneur en 1858.

## Biographie
Il est juge auditeur au tribunal civil de Laval en 1827. Il est maire de Laval de 1857 à 1860. Il n'a pas eu d'enfant avec son épouse, et a adopté Adolphine Bezier du Boulay.
Sa mère était la petite-fille de Ambroise-Jean Hardy de Lévaré, premier maire électif de Laval. Elle était une femme doué de connaissances étendues, qui en dirigeant l'éducation morale de son fils, peut encore surveiller ses études jusqu'à la fin de ses humanités qu'il effectue au collège de Laval.
Après avoir étudié le droit et pris ses grades à la faculté de Rennes, il est nommé substitut au parquet de Laval, et démissionne quand éclate la Révolution de 1830, ce qui n'empêcha pas ses concitoyens de l'élire quelque temps après conseiller municipal puis conseiller général du canton de Laval-Est, charge qu'il exerça pendant plus de trente ans.
Il succède à Esprit-Adolphe Segrétain comme maire de Laval, en 1858. C'est sous son administration qu'est percée la rue de l'Hôtel-de-Ville, que sont construits les trois quais de la rive droite de la Mayenne et créée l'établissement de la Providence de Notre-Dame. Au retour de son voyage de Bretagne, l'empereur Napoléon III décora le maire de Laval de la croix de la Légion d'honneur. Chrétien convaincu, M. Blanchet faisait partie de toutes les associations pieuses et charitables de la ville et est l'un des promoteurs de l'érection de l'évêché de Laval.

## Source
1. ↑  Base Léonore, consultée le 23 avril 2014

« Ambroise-François-Xavier Blanchet », dans Alphonse-Victor Angot et Ferdinand Gaugain, Dictionnaire historique, topographique et biographique de la Mayenne, Laval, A. Goupil, 1900-1910 [détail des éditions] (BNF 34106789, présentation en ligne)